# Cit Turin

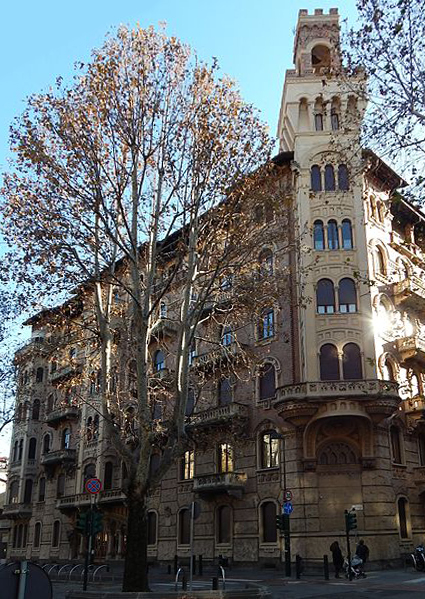
La Casa della Vittoria, situada en el Corso Francia.

Cit Turin (pronunciado [ʧitty'riŋ]; en piamontés Pequeño Turín), es un pequeño barrio histórico de la ciudad de Turín, Italia, que pertenece a la III Circunscripción, junto con los barrios Borgo San Paolo, Lesna, Pozzo Strada y Cenisia (a menudo se asimila con este último barrio, limítrofe hacia el oeste).
Los límites de Cit Turin son: 
- al este el Corso Inghilterra (lado oeste del tramo ferroviario de la adyacente estación de Porta Susa),
- al norte el Corso Francia, en su tramo entre la Piazza Bernini y Piazza Statuto,
- al sur el Corso Vittorio Emanuele II, en su tramo entre la Piazza Adriano y el ferrocarril de la estación de Porta Susa,
- al oeste  el Corso Ferrucci, en su tramo entre la Piazza Bernini y la Piazza Adriano

## Orígenes
El barrio se urbanizó a finales del siglo XIX, pero los asentamientos en la zona tienen orígenes mucho más antiguos, tanto que en los límites del barrio se encontraron restos de una necrópolis de la época prerromana.
La etimología del nombre es controvertida. La explicación más convincente es que este barrio fue el primer burgo fuera de las murallas de la ciudad en la época medieval: siendo una unidad administrativa independiente, pero prácticamente contigua a la ciudad, habría recibido el nombre de "piccolo Torino" (en masculino por influencia del piemontés, aunque en italiano los nombres de ciudades son femeninos). Otras teorías similares se remiten al proyecto urbanístico de finales del siglo XVIII que pretendía que este burgo fuera totalmente autosuficiente respecto al centro histórico de Turín.
Otra explicación del nombre estaría relacionada con las dimensiones del barrio (que es el más pequeño de la ciudad), pero esta explicación no es aceptable históricamente porque en el pasado Turín estaba dividida en burgos y barrios más pequeños que el actual Cit Turin.

## Carácter
Cit Turin se ha considerado desde siempre un barrio residencial de prestigio.
La presencia de lujosos edificios históricos, uno de los mercados más conocidos de la ciudad, calles de tiendas de lujo y finalmente, la construcción del nuevo Palacio de Justicia y el Metro de Turín, han hecho de este barrio uno de los más caros de la ciudad.
El jardín de la Via Falcone, frente al Palacio de Justicia, dedicado al partisano Nicola Grosa, alojaba antiguamente la principal parada de autobuses de Turín, con llegadas y salidas hacia destinos lejanos (entre ellos el Aeropuerto de Turín-Caselle), actualmente trasladada un poco más al sur, en el carril lateral del Corso Vittorio Emanuele II.

## Arquitectura

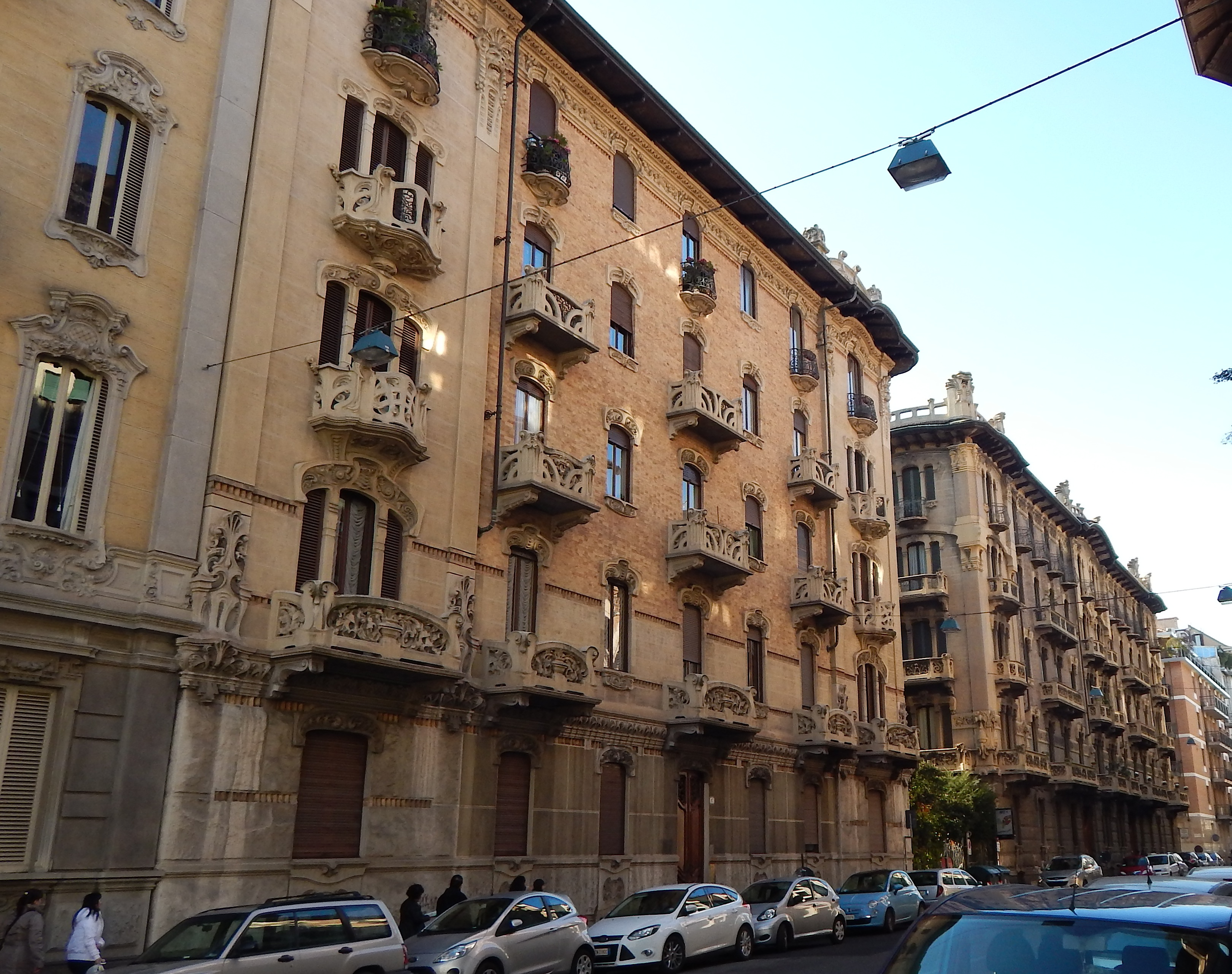
Vista de la Via Duchessa Jolanda con sus edificios de estilo Liberty.

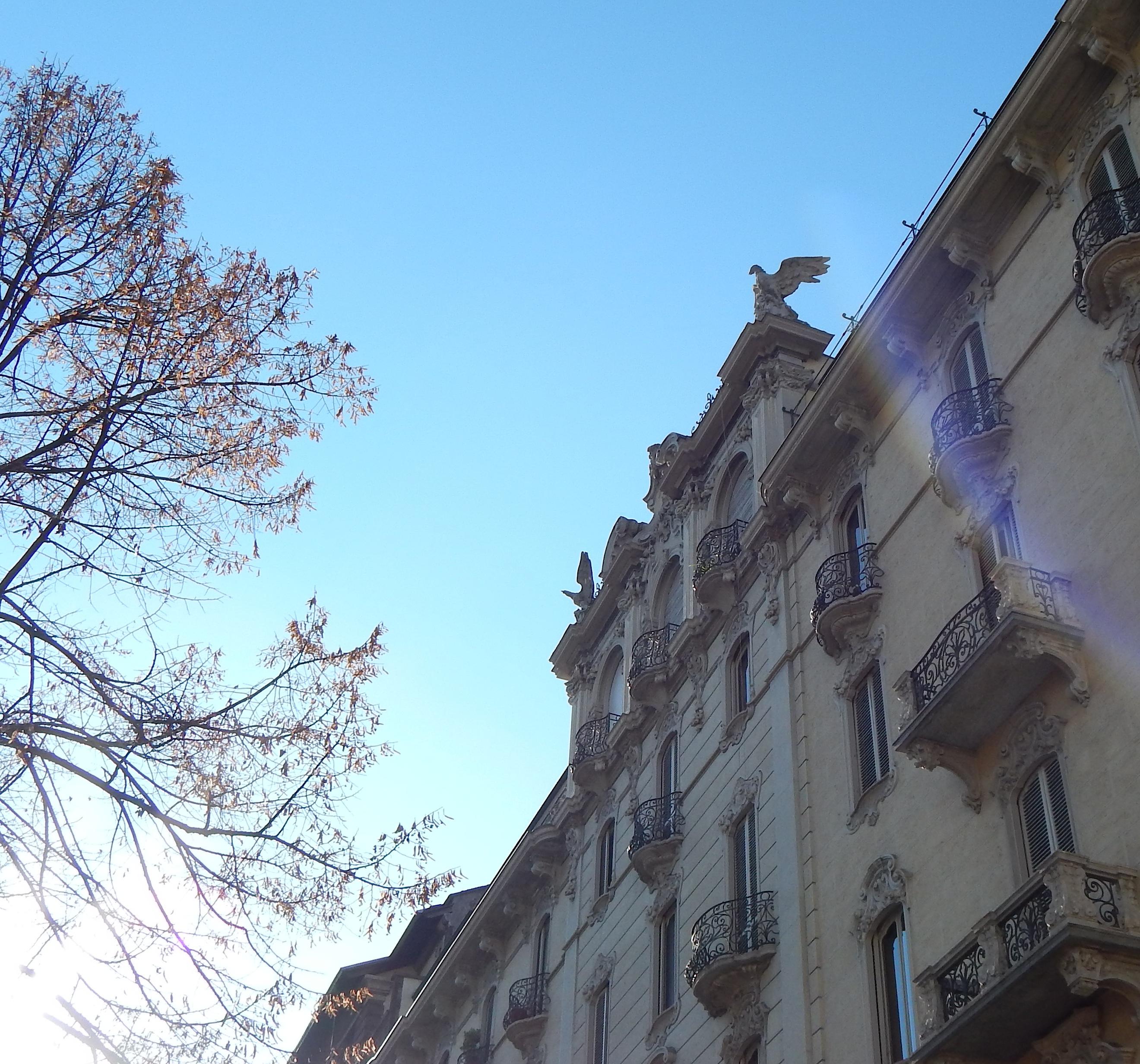
Detalle de un edificio Liberty de la Piazza Martini.

El edificio más importante a nivel artístico es la imponente iglesia del Jesús Nazareno, situada en la llamada Piazza Benefica, en la Via Duchessa Jolanda, obra del arquitecto Giuseppe Gallo en puro estilo neogótico y con una fachada ricamente decorada, construida entre 1904 y 1913.
En el barrio hay también numerosos edificios de estilo liberty, art déco y neogótico, en su mayoría subvencionados por el rico cavaliere del lavoro Giovanni Battista Carrera, que vivió en la llamada Casa della Vittoria, en el número 23 del Corso Francia, obra del arquitecto Gottardo Gussoni en 1920.
Otros edificios importantes de época más reciente son:
- El Palazzo della Provincia di Torino (antigua sede de Telecom Italia);
- El Palacio de Justicia, construido en 1994 y dedicado al magistrado Bruno Caccia;[1]
- El Grattacielo Intesa Sanpaolo, edificio más alto de Turín.

## Personalidades célebres del barrio
- En Via Susa 12 tiene su amplio taller el célebre pintor Ugo Nespolo.
- En el número 19 del Corso Francia, en la antigua sede del partido político M.S.I., tuvo su oficina el político Ugo Martinat.

## Curiosidades
- Es el único barrio de Turín que tiene su nombre exclusivamente en piamontés, que significa literalmente "pequeño Turín", y es de hecho el barrio más pequeño de la ciudad; en piemontés, el nombre Turin también puede ser masculino, a diferencia del italiano donde los nombres de ciudades son siempre femeninos.
- Una de las zonas más importantes del barrio son los Giardini Luigi Martini, conocidos por los turineses con el sobrenombre de Piazza Benefica,[2] usada actualmente como mercado. En el centro tiene una fuente de vidrio llamada La Totalità, obra moderna del artista griego Costas Varotsos. Benefica fue el nombre del instituto de caridad relacionado con la parroquia adyacente de Jesús Nazareno, y que se ocupaba de los huérfanos justo en la plaza hasta los años cincuenta del siglo pasado.
- En Corso Francia 27 tiene sede la Università della Terza Età.